# Ellsworth Statler
Ellsworth Milton Statler (26 de octubre de 1863-16 de abril de 1928) fue un empresario hotelero estadounidense, fundador de la cadena de Hoteles Statler, nacido en el condado de Somerset, Pensilvania.
Construyó su primer hotel permanente en 1907, en Buffalo, Nueva York (siendo el primer gran hotel en tener un baño o ducha y agua corriente en cada habitación). Los futuros hoteles Statler construidos por EM Statler se encuentran en Cleveland (1912), Detroit (1915), San Luis (1917), Nueva York (el Hotel Pennsylvania, construido por Pennsylvania Railroad y arrendado a Statler y Franklin J. Matchette en 1919, siendo adquirido por Hoteles Statler en 1948), un segundo hotel en Buffalo (1923; el anterior Hotel Statler de Buffalo fue renombrado como Hotel Buffalo y vendido más tarde en la década de 1920), y su último hotel, construido en Boston (1927). 
Tras su muerte en 1928, la Compañía Hoteles Statler continuó construyendo hoteles, ubicados en Washington D. C. (1943), Los Ángeles (1952), Hartford\Hartford, Connecticut (1954). En 1954, Hoteles Statler se encontraba edificando un nuevo hotel en Dallas cuando Conrad Hilton compró la Compañía de Hoteles Statler por la suma de 111 millones de dólares - lo que en aquel tiempo fue la mayor transacción de bienes raíces en la historia. El hotel de Dallas se inauguró como Hilton Statler en 1956. 
Tras su muerte y de acuerdo a las instrucciones dejadas en su testamento, se creó la Fundación Statler, benefactora de lo que hoy es la Escuela de Administración Hotelera de la Universidad de Cornell en Ithaca, Nueva York. La Fundación Statler, con sede en Buffalo, Nueva York, sigue contribuyendo a muchas causas importantes relacionadas con la hospitalidad.
El 20 de marzo de 1951, el programa de radio Cabalgata de América patrocinado por DuPont, transmitió la biografía de Statler en un programa de 30 minutos.
En 1984, EM Statler (como prefería ser llamado) fue incluido en el Salón de la Fama de Wheeling, Virginia Occidental. También fue incluido en el Salón de Honor de la industria hotelera en 1997 junto con Curt Carlson, Charles Forte (Barón Forte) y Ray Kroc.